# Zinder II
Zinder II ist eines der fünf Arrondissements der Stadt Zinder in Niger.

## Geographie
Zinder II liegt im Nordosten der Stadt. Es grenzt im Süden an das Arrondissement Zinder I, im Südwesten an das Arrondissement Zinder IV und im Westen an das Arrondissement Zinder III. Die angrenzenden Landgemeinden sind Dakoussa im Norden und Gaffati im Osten.
Das Arrondissement ist in ein urbanes und ein ländliches Gebiet geteilt. Das urbane Gebiet ist in mehrere Stadtviertel gegliedert und im ländlichen Gebiet gibt es mehrere Dörfer und Weiler.
Die Stadtviertel sind:
- Dispensaire
- Garin Malam
- Kara Kara I
- Kara Kara II
- Kara Kara III

Die Dörfer sind:
- Abba Koura
- Adirba
- Angoual Bawa
- Dan Ladi
- Gandou
- Garin Tawaké
- Garin Elh Sidi
- Garin Malam Gona
- Magaria Ta Adam
- Sadakaram

Die Weiler sind:
- Angoual Gao
- Garin Abda
- Garin Bougage
- Garin Makama
- Girwatchi
- Katouhou I
- Katouhou II
- Riga Tari
- Rigga Souleyman
- Zangounan Moussa[2]

## Geschichte
Die Verwaltungseinheit Zinder II wurde 2002 als Stadtgemeinde (commune urbaine) gegründet, als die Stadt Zinder in einen Gemeindeverbund (communauté urbaine) aus fünf Stadtgemeinden umgewandelt wurde. Im Jahr 2010 gingen aus den Stadtgemeinden Zinders die fünf Arrondissements hervor.

## Bevölkerung
Bei der Volkszählung 2012 hatte Zinder II 68.984 Einwohner, die in 10.739 Haushalten lebten. Bei der Volkszählung 2001 betrug die Einwohnerzahl 43.505 in 7406 Haushalten.

## Politik
Der Bezirksrat (conseil d’arrondissement) hat 13 Mitglieder. Mit den Kommunalwahlen 2020 sind die Sitze im Bezirksrat wie folgt verteilt: 8 RDR-Tchanji, 4 PNDS-Tarayya und 1 MNSD-Nassara.